# Tisíc a jedna noc (seriál, 2006)
Tisíc a jedna noc (v tureckém originále Binbir Gece) je turecká telenovela vysílaná v letech 2006–2009. Natočeno bylo 90 dílů, pro vysílání v ČR a SR, ale i v Chorvatsku však byly jednotlivé díly rozděleny na polovinu, čímž vzniklo 180 epizod (183 na Slovensku), každá o délce 40 minut. V České republice ji vysílala TV Nova od 6. února 2011 do 22. srpna 2011. Kromě Česka byla vysílána nebo je vysílána i na Slovensku, v Chorvatsku, Rumunsku, Bulharsku, Turecku, Řecku i na Ukrajině. Její zařazení v hlavním vysílacím čase na TV Nova se ukázalo jako velmi kontroverzní, a Nova její vysílací čas jen pár dnů po uvedení upravila a přesunula její vysílání na podvečerní dobu. K 24. únoru 2011 byl seriál v rámci žebříčků Česko-Slovenské filmové databáze (ČSFD) řazen na 17. místě nejhorších seriálů (na základě 3541 hodnocení). Naproti tomu na Internet Movie Database (IMDb) má seriál ke stejnému datu hodnocení 5.3 z 10 (na základě 822 hodnocení). Podle statistik IMDb má největší podporu u věkové skupiny starší 45 let a celkově se těší vyšší podpoře u žen, nežli u mužů.

## Příběh
Mladá vdova Šeherezáda pracuje jako architektka ve společnosti Binyapi, kterou vlastní dva přátelé Onur Aksal a Kerem Inceoglu. Šeherezádin malý syn Kaan trpí leukémií a ona potřebuje sehnat velkou finanční částku na transplantaci kostní dřeně, která by mu zachránila život. Rodina jejího zesnulého manžela je sice bohatá, ale její tchán Burhan Evliyaoglu, který syna kvůli sňatku s ní vydědil, odmítá vnukovi a snaše pomoci. Ta proto o peníze požádá svého šéfa Onura, který ale vydání sumy podmiňuje tím, že s ním Šeherezáda stráví noc. Poté, co Šeherezáda kvůli synovi jeho nabídku přijme, nemůže Onur na společnou noc zapomenout a rozhodne se usilovat o Šeherezádinu ruku.
Rámcový děj seriálu je inspirován příběhem ze stejnojmenné knihy arabských lidových pohádek o králi Šahrijárovi, který po nevěře své manželky zanevřel na všechny ženy, a krásné vezírově dceři Šeherezádě, jež si díky své moudrosti a věrnosti dokázala získat jeho srdce. V seriálu jsou citovány verše z této knihy a jako hudební doprovod v něm byla použita suita Scheherazade od Nikolaje Rimského-Korsakova.

## Postavy, herci a dabing
- Šeherezáda Evliyaoğlu – Bergüzar Korelová (Kateřina Lojdová), mladá vdova, odhodlaná udělat cokoli pro svého malého syna Kaana
- Onur Aksal – Halit Ergenc (Jan Šťastný), úspěšný podnikatel, který po nevěře snoubenky nedůvěřuje ženám
- Nilüfer Aksal	– Dilara Kavadar, dcera Onura
- Peride Aksal – Meral Çetinkaya (Růžena Merunková), matka Onura
- Seval İnceoğlu – Aytaç Öztuna (Radana Herrmannová), adoptivní matka Kerema a matka Buraka
- Kerem İnceoğlu – Tardu Flordun (Filip Jančík), Onurův nejlepší přítel a obchodní partner
- Burak İnceoğlu – Mert Firat (Petr Burian), bratr Kerema
- Belma Ataman	– Hülya Darcan, matka Bennu a Melek
- Bennu Ataman – Ceyda Düvenciová (René Slováčková), přítelkyně Šeherezády, zamilovaná do Kerema, dcera Belmy
- Melek Ataman – Yeliz Akkayaová (Ivana Korolová), sestra Bennu, dcera Belmy
- Burhan Evliyaoğlu – Metin Çekmez (Jan Vlasák), Šeherezádin bývalý tchán, zámožný patriarcha početné rodiny
- Buket Evliyaoğlu – Feyzan Çapa (Aneta Talpová), dcera Aliho Kemala a Füsun, sestra Burçin
- Burcu Evliyaoğlu – Hazal Gürel (Anna-Marie Šedivková), dcera Aliho Kemala a Füsun, sestra Buket a Burçin
- Burçin Evliyaoğlu – Nehir Nil Karakaya, dcera Aliho Kemala a Füsun, sestra Burcu a Buket
- Nadide Evliyaoğlu – Tomris Incerová (Marcela Nohýnková), Burhanova manželka
- Ali Kemal Evliyaoğlu – Ergün Demir (Martin Sobotka), Burhanův neschopný syn
- Füsun Evliyaoğlu – Yonca Cevherová (Petra Hobzová), manželka Aliho Kemala
- Kaan Evliyaoğlu – Efe Çinar (Jindřich Žampa), syn Šeherezády
- Mihriban Vahapzade – Melahat Abbasova (Hana Ševčíková), dárkyně kostní dřeně pro Kaana a jeho chůva
- Gani Özçelik – Bartu Küçükçaglayan (Vojtěch Hájek), bratr Füsun
- Cansel Kılıç – Füsun Kostak (Anna Fialková), manželka Yamana, matka Umuta
- Duru Kayaoğlu	– Ezgi Asaroğlu, dcera Engina a Beyzi
- Engin Kayaoğlu – Ege Aydan (Jaromír Meduna), otec Duru a bývalý manžel Beyzi
- Beyza Kayaoğlu – Ayçe Abana (Zuzana Hykyšová - Petráňová), bývalá manželka Engina
- Ahu İşler – Hazel Çamlıdere (Anna Fialková), dcera Neriman, druhá manželka Aliho Kemala
- Arzu İşler – Nazlı Ceren Argon (Lucie Svobodová), dcera Neriman, sestra Ahu
- Neriman İşler – Ayben Erman (Inka Šecová), matka Ahu a Arzu
- Jale Eliyardis – Nilüfer Silsüpür (Lucie Svobodová), milenka Erdala
- Erdal Karayolcu – Mehmet Polat (Stanislav Lehký), šéf firmy
- Zafer Gündüzalp – Metin Belgin (Svatopluk Schuller), podnikatel
- Semih Özşener – Nihat İleri  (Petr Oliva), otec Kerema a Sezen
- Sezen Özşener – Duygu Çetinkaya (Anna Remková), dcera Semiha a sestra Kerema
- Eda Akinay – Canan Ergüder (Dagmar Čárová), architektka
- Kadir Cindar – Taner Barlas, otec Yamana
- Yaman Cindar – Teoman Kumbaracıbaşı (Svatopluk Schuller), řidič Onura a manžel Cansel
- Yasemin Karakuş – Ebru Aykaç (Zuzana Hykyšová - Petráňová), bývalá partnerka Onura
- Handan Taşçıoğlu – Şebnem Köstem (Lucie Svobodová), milenka Onurova otce
- Haldun Kara – Alptekin Serdengeçti (Karel Richter), nápadník Mihriban
- Selim Tekinay	– Seda Yıldız (Jakub Saic), učitel kreslení, milenec Füsun
- Soner Yalçıntaş – Ferdi Alver, kamarád Ganiho
- Sema Durmaz –	Sultan Yumak, novinářka
- Cem Derbent – Edip Saner, bývalý spolužák Bennu
- Adem – Halil Taşdemir, řidič Burhana
- Adnan – Fırat Doğruloğlu, otec Işın
- Ayşe – Nazlı Ceren Argon (Zuzana Hykyšová - Petráňová), služka u rodiny Evliyaoğlu
- Ayşen	– Nihan Durukan, závistivá pracovnice Binyapi
- Betül	– Ayla Algan (Inka Šecová), teta Onura
- Dr. Atilla – Murat Serezli, Kaanův lékař
- Firdevs – Şennur Nogaylar, Onurova služka, později u Peride
- Hüner	– Başak Çallıoğlu, mladá architektka, zamilovaná do Ganiho
- Işın – Karina Gükrer, dcera Adnana
- Mert – Merih Ermakastar (Michal Holán), majitel baru, Keremův kamarád
- Nimet – Karina Gükrer (Radana Herrmannová), služka u rodiny Evliyaoğlu
- Nurhayat – Sevda Aktolga (Zuzana Hykyšová - Petráňová), sekretářka v Binyapi
- Sevgi – Nuray Uslu (Lucie Svobodová), kamarádka Cansel
- Pahidar – Fatih Payat, pracovník v obchodě Burhana
- Oya – Belma İce, manželka Tamera, prostitutka
- Özcan	– Feridun Düzağaç (Svatopluk Schuller), bývalý Šeherezádin učitel na univerzitě
- Tamer – Sefa Zengin, manžel Oyi
- Yalçin – Suphi Tekniker (Karel Richter), člen vedení Binyapi
- Yusuf – Sertaç Akkaya, bývalý přítel Hüner
- Zeynep – Zeynep Konan (Irena Máchová), svůdná pracovnice Binyapi